# Hôtel de ville de Courtrai

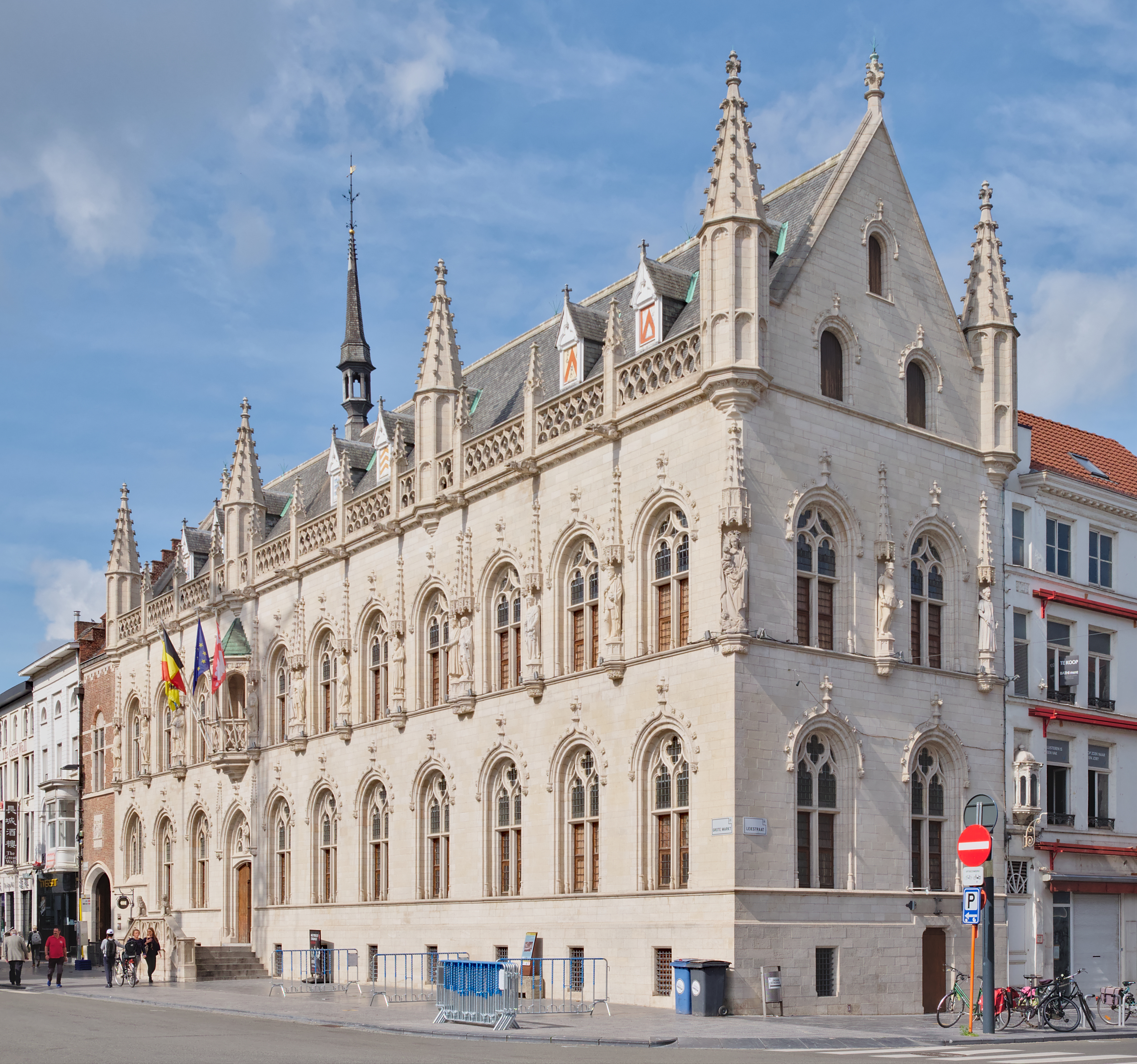
Hôtel de ville de Courtrai

L’hôtel de ville de Courtrai est situé sur la Grand-Place de Courtrai en Belgique. Le bâtiment de style gothique-Renaissance fut construit entre 1420 et 1616. Les 14 niches de la façade sont remplies avec des statues des principaux comtes de Flandre.

## Histoire
Déjà au XIVe siècle, Courtrai possédait un hôtel échevinal qui fut incendié par les Français en 1382, après leur victoire à Roosebeke. L'hôtel de ville fut reconstruit en 1420, plus grand qu'auparavant, en style gothique. Les ogives des halls en bas et à l'étage sont les seuls vestiges de cette construction.
L'hôtel de ville actuel fut construit vers 1520 en un style de transition entre le gothique flamboyant et un style Renaissance. La surface en fut encore augmentée et la façade était décorée de dorures et de polychromies (comme l'est actuellement l'hôtel de ville de Bruxelles).
En 1526, on replaça les statues des prophètes dans les niches de la façade par celles des principaux comtes de Flandre. En 1616, l'hôtel de ville fut à nouveau agrandi: la partie ajoutée fut construite dans le même style.
À partir du XVIIe siècle et durant tout le XVIIIe siècle, la façade subit plusieurs transformations et mutilations (un pilori y fut même érigé).
Pendant la Révolution française, les statues et les baldaquins furent enlevés et toute la façade fut aplanie selon le goût de l'époque.
Les restaurations exécutées aux environs de 1850 furent jugées peu réussies.
En 1854, on arrangea la salle des fêtes à l'occasion de la visite du roi Léopold I ; en 1884, la salle échevinale fut restaurée et inaugurée par le roi Léopold II et la reine Marie-Henriette. En 1934, ce fut le tour de la salle du Conseil.
En 1938, on dessina les premiers plans pour la restauration de l'hôtel de ville dans son aspect du XVIe siècle. Les travaux furent exécutés de 1958 à 1961. 
Samedi 8 juillet 1962 le roi Baudouin I et la reine Fabiola inaugurèrent l'hôtel de ville restauré.

## Intérieur
À l'intérieur de l'hôtel de ville de Courtrai, on découvre une superbe salle scabinale et une salle de conseil ornée de cheminées sculptées du XVIe siècle. On y retrouve des vitraux, des peintures murales et des cartes topographiques tout à fait remarquables.

### La salle échevinale, la salle scabinale

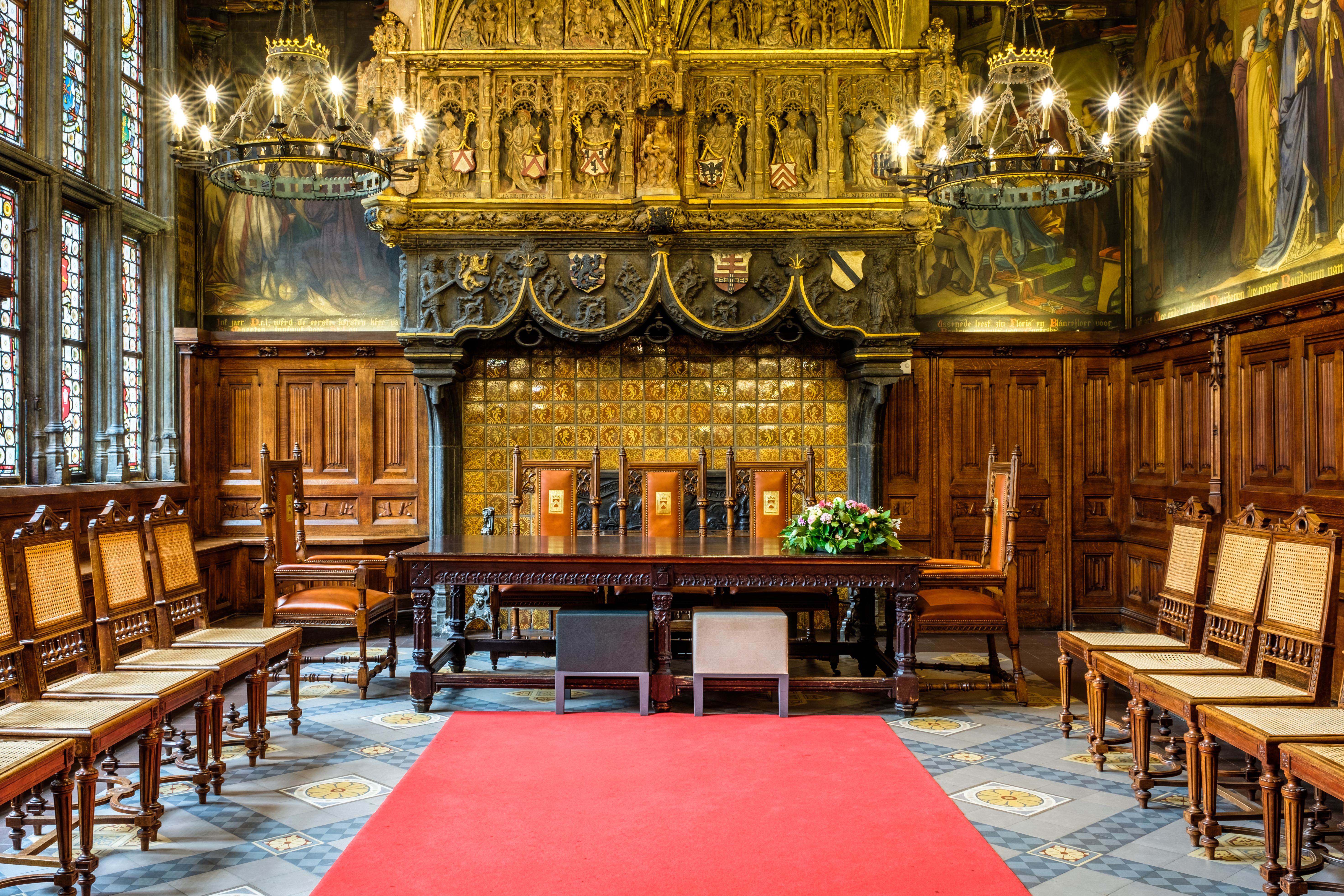
Salle échevinale de l'hôtel de ville de Courtrai

La salle échevinale qui jusqu'en 1787 servait de tribunal échevinal, est utilisée de nos jours comme salle de mariages et de réceptions. Les peintures murales, exécutées en 1875 dans le style romantique de l'époque, illustrent quelques faits saillants de l'histoire de Courtrai. Dans les vitraux, on distingue les armoiries de Courtrai et celles des métiers et négoces du XIIIe siècle (principalement le textile).

### Salle de conseil
Ici, on retrouve les belles ogives gothiques avec la porte vitrée qui s'ouvre sur le hall. La cheminée décorative qui s'élève contre le mur du fond, fut terminée avant 1527. Cette véritable dentelle de pierre est incontestablement la plus belle parure de l'hôtel de ville de Courtrai.